# 74181 (integrált áramkör)

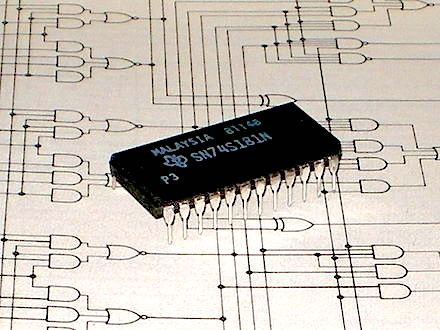
Texas Instruments gyártmányú 74S181 4 bites ALU IC saját adatlapja egyik oldalán

A 74181 egy 4 bites bitszelet-technikájú aritmetikai-logikai egység (ALU), amely 7400-as sorozatú TTL integrált áramkörként van megvalósítva. A Texas Instruments mutatta be 1970 februárjában. Ez volt az első teljes, egyetlen csipen megvalósított ALU. Sok történetileg jelentős miniszámítógép és egyéb eszköz CPU-jában használták aritmetikai/logikai magként.
A 74181 evolúciós lépést jelentett az 1960-as évek diszkrét logikai kapuk segítségével épített CPU-i és a mai egycsipes mikroprocesszorok CPU-i között. Kereskedelmi termékekben már nem használják, de a 74181-esre még mindig hivatkoznak a számítógéptervezési tankönyvekben és műszaki cikkekben. Időnként főiskolai gyakorlatokon is használják a jövőbeli számítógéptervezők képzésére.

## Műszaki adatok

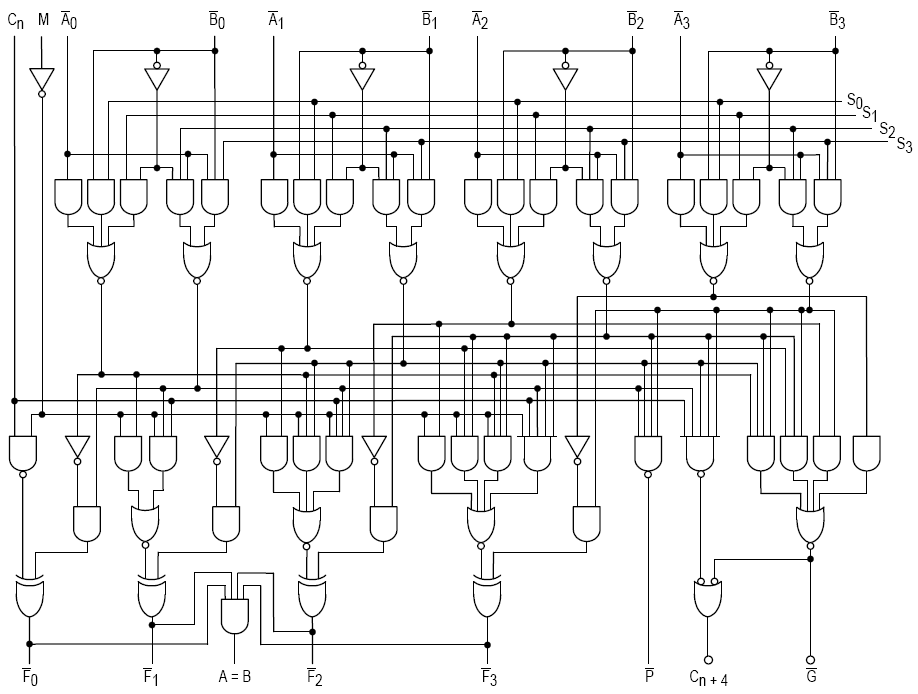
A 74181 integrált áramkör kombinációs logikai hálózata

A 74181 egy 7400-as sorozatú közepes integráltságú (MSI), TTL integrált áramkör, amely 75 logikai kapu megfelelőjét tartalmazza, és leggyakrabban 24 tűs DIP tokozásba van szerelve. A 4 bites szóméretű ALU képes végrehajtani az összes hagyományos összeadás / kivonás / csökkentés műveletet átvitellel vagy anélkül, valamint az AND/NAND (NEM-ÉS), OR (VAGY)/NOR, XOR (kizáró VAGY), és eltolás (léptetés, shift) műveleteket. Ezeknek az alapvető műveleteknek számos változata áll rendelkezésre, összesen 16 aritmetikai és 16 logikai művelet, két négybites szón. A szorzás és osztás műveletek nincsenek megvalósítva, de végrehajthatók több lépésben az eltolás és összeadás vagy kivonás műveletek segítségével. Az eltolás/léptetés nem explicit művelet, hanem több rendelkezésre álló egyéb műveletből származtatható; például az "A plusz A" funkció kiválasztása átvitellel (M=0) az A bemenet egy lépéses aritmetikai balra tolásának felel meg.
A 74181 a fenti műveleteket két négybites operanduson végzi el, 22 nanoszekundumos végrehajtási idővel, négy bites eredményt generálva átvitellel (ez 45 MHz-es órajelnek felel meg). 
A 74S181 ugyanezeket a műveleteket 11 nanoszekundum alatt  hajtja végre (90 MHz), míg a 74F181 jellemzően 7 nanoszekundum alatt végzi ezeket (143 MHz).
Több „szelet” kombinálható tetszőlegesen nagy szómérethez. Például tizenhat 74S181-es és öt 74S182-es gyors átvitelgenerátor kombinálható, hogy ugyanezeket a műveleteket hajtsák végre 64 bites operandusokon 28 nanoszekundum alatt (36 MHz). Bár a teljesítménye messze elmarad a mai több gigahertzes, 64 bites mikroprocesszorok teljesítményétől, saját környezetében mégis magasan kiemelkedő volt, a korai négy- és nyolcbites mikroprocesszorok megahertz alatti órajeléhez képest.

### Megvalósított műveletek
A 74181 megvalósítja mind a 16 lehetséges kétváltozós logikai függvényt. Aritmetikai műveletei közé tartozik az összeadás és kivonás, átvitellel és anélkül. 
Aktív-magas (a magas szint 1-nek felel meg) és aktív-alacsony (alacsony szint 1-nek felel meg) logikai szintű adatokkal használható.

#### Bemenetek és kimenetek
A művelet kiválasztásához négy vezérlő bemenet áll rendelkezésre, ezek jelölése S0 – S3. Az M bemenet a logikai és az aritmetikai műveletek közötti választásra szolgál, Cn pedig a bemenő átvitel (carry-in). Az A és B a feldolgozandó adat (mindkettő négy bites). Az eredmény az F kimeneten jelenik meg. A P és a G kimenetek gyors átvitelképzésű összeadó használatához szükségesek, amely egy vagy több 74182-es áramkör segítségével megvalósítható.

#### Az F kimeneten megjelenő funkciók
Az alábbi táblázatban az AND (ÉS) műveletet a szorzás jelöli, a OR (VAGY) műveletet a {\displaystyle +} jel, a XOR jele {\displaystyle \oplus }, a logikai NOT (tagadás) művelet jelölése a felülvonás, a számtani összeadást és kivonást a „plusz” és „mínusz” szavak jelölik.
| Kiválasztás | Kiválasztás | Kiválasztás | Kiválasztás | Aktív-alacsony adat                     | Aktív-alacsony adat                                                 | Aktív-alacsony adat                                                                  | Aktív-magas adat                        | Aktív-magas adat                                                    | Aktív-magas adat                                                                     |
|             |             |             |             | Logika M = H                            | Aritmetika M = L                                                    | Aritmetika M = L                                                                     | Logika M = H                            | Aritmetika M = L                                                    | Aritmetika M = L                                                                     |
| S3          | S2          | S1          | S0          |                                         | Cn = L (nincs átvitel)                                              | Cn = H (átvitel)                                                                     |                                         | Cn = H (nincs átvitel)                                              | Cn = L (átvitel)                                                                     |
| L           | L           | L           | L           | {\displaystyle {\overline {A}}}         | {\displaystyle A} mínusz {\displaystyle 1}                          | {\displaystyle {A}}                                                                  | {\displaystyle {\overline {A}}}         | {\displaystyle A}                                                   | {\displaystyle A} plusz {\displaystyle 1}                                            |
| L           | L           | L           | H           | {\displaystyle {\overline {AB}}}        | {\displaystyle AB} mínusz {\displaystyle 1}                         | {\displaystyle {AB}}                                                                 | {\displaystyle {\overline {A+B}}}       | {\displaystyle A+B}                                                 | {\displaystyle {(A+B)}} plusz {\displaystyle 1}                                      |
| L           | L           | H           | L           | {\displaystyle {\overline {A}}+B}       | {\displaystyle A{\overline {B}}} mínusz {\displaystyle 1}           | {\displaystyle A{\overline {B}}}                                                     | {\displaystyle {\overline {A}}B}        | {\displaystyle A+{\overline {B}}}                                   | {\displaystyle (A+{\overline {B}})} plusz {\displaystyle 1}                          |
| L           | L           | H           | H           | Logikai 1                               | {\displaystyle -1} (kettes komplemens)                              | {\displaystyle 0} (nulla)                                                            | Logikai 0                               | {\displaystyle -1} (kettes komplemens)                              | {\displaystyle 0} (nulla)                                                            |
| L           | H           | L           | L           | {\displaystyle {\overline {A+B}}}       | {\displaystyle A} plusz {\displaystyle (A+{\overline {B}})}         | {\displaystyle A} plusz {\displaystyle (A+{\overline {B}})} plusz {\displaystyle 1}  | {\displaystyle {\overline {AB}}}        | {\displaystyle A} plusz {\displaystyle A{\overline {B}}}            | {\displaystyle A} plusz {\displaystyle (A{\overline {B}})} plusz {\displaystyle 1}   |
| L           | H           | L           | H           | {\displaystyle {\overline {B}}}         | {\displaystyle AB} plusz {\displaystyle (A+{\overline {B}})}        | {\displaystyle AB} plusz {\displaystyle (A+{\overline {B}})} plusz {\displaystyle 1} | {\displaystyle {\overline {B}}}         | {\displaystyle (A+B)} plusz {\displaystyle A{\overline {B}}}        | {\displaystyle (A+B)} plusz {\displaystyle A{\overline {B}}} plusz {\displaystyle 1} |
| L           | H           | H           | L           | {\displaystyle {\overline {A\oplus B}}} | {\displaystyle A} mínusz {\displaystyle B} mínusz {\displaystyle 1} | {\displaystyle A} mínusz {\displaystyle B}                                           | {\displaystyle A\oplus B}               | {\displaystyle A} mínusz {\displaystyle B} mínusz {\displaystyle 1} | {\displaystyle A} mínusz {\displaystyle B}                                           |
| L           | H           | H           | H           | {\displaystyle A+{\overline {B}}}       | {\displaystyle A+{\overline {B}}}                                   | {\displaystyle A+{\overline {B}}} plusz {\displaystyle 1}                            | {\displaystyle A{\overline {B}}}        | {\displaystyle A{\overline {B}}} mínusz {\displaystyle 1}           | {\displaystyle A{\overline {B}}}                                                     |
| H           | L           | L           | L           | {\displaystyle {\overline {A}}B}        | {\displaystyle A} plusz {\displaystyle (A+B)}                       | {\displaystyle A} plusz {\displaystyle (A+B)} plusz {\displaystyle 1}                | {\displaystyle {\overline {A}}+B}       | {\displaystyle A} plusz {\displaystyle AB}                          | {\displaystyle A} plusz {\displaystyle AB} plusz {\displaystyle 1}                   |
| H           | L           | L           | H           | {\displaystyle A\oplus B}               | {\displaystyle A} plusz {\displaystyle B}                           | {\displaystyle A} plusz {\displaystyle B} plusz {\displaystyle 1}                    | {\displaystyle {\overline {A\oplus B}}} | {\displaystyle A} plusz {\displaystyle B}                           | {\displaystyle A} plusz {\displaystyle B} plusz {\displaystyle 1}                    |
| H           | L           | H           | L           | {\displaystyle B}                       | {\displaystyle A{\overline {B}}} plusz {\displaystyle (A+B)}        | {\displaystyle A{\overline {B}}} plusz {\displaystyle (A+B)} plusz {\displaystyle 1} | {\displaystyle B}                       | {\displaystyle (A+{\overline {B}})} plusz {\displaystyle AB}        | {\displaystyle (A+{\overline {B}})} plusz {\displaystyle AB} plusz {\displaystyle 1} |
| H           | L           | H           | H           | {\displaystyle A+B}                     | {\displaystyle A+B}                                                 | {\displaystyle AB} plusz {\displaystyle 1}                                           | {\displaystyle AB}                      | {\displaystyle AB} mínusz {\displaystyle 1}                         | {\displaystyle AB}                                                                   |
| H           | H           | L           | L           | Logikai 0                               | {\displaystyle A} plusz {\displaystyle A}                           | {\displaystyle A} plusz {\displaystyle A} plusz {\displaystyle 1}                    | Logikai 1                               | {\displaystyle A} plusz {\displaystyle A}                           | {\displaystyle A} plusz {\displaystyle A} plusz {\displaystyle 1}                    |
| H           | H           | L           | H           | {\displaystyle A{\overline {B}}}        | {\displaystyle AB} plusz {\displaystyle A}                          | {\displaystyle AB} plusz {\displaystyle A} plusz {\displaystyle 1}                   | {\displaystyle A+{\overline {B}}}       | {\displaystyle (A+B)} plusz {\displaystyle A}                       | {\displaystyle (A+B)} plusz {\displaystyle A} plusz {\displaystyle 1}                |
| H           | H           | H           | L           | {\displaystyle AB}                      | {\displaystyle A{\overline {B}}} plusz {\displaystyle A}            | {\displaystyle A{\overline {B}}} plusz {\displaystyle A} plusz {\displaystyle 1}     | {\displaystyle A+B}                     | {\displaystyle (A+{\overline {B}})} plusz {\displaystyle A}         | {\displaystyle (A+{\overline {B}})} plusz {\displaystyle A} plusz {\displaystyle 1}  |
| H           | H           | H           | H           | {\displaystyle A}                       | {\displaystyle A}                                                   | {\displaystyle A} plusz {\displaystyle 1}                                            | {\displaystyle A}                       | {\displaystyle A} mínusz {\displaystyle 1}                          | {\displaystyle A}                                                                    |

## Jelentősége
A 74181-es nagy mértékben leegyszerűsítette a számítógépek és más, nagy sebességű számításokat igénylő eszközök fejlesztését és gyártását az 1970-es évektől az 1980-as évek elejéig, és még mindig „klasszikus” ALU konstrukcióként hivatkoznak rá.
A 74181-es bevezetése előtt a számítógépek CPU-i több áramköri lapot foglaltak el, és még a nagyon egyszerű számítógépek is több szekrényt töltöttek meg.
A 74181 lehetővé tette, hogy egyetlen nagy nyomtatott áramköri lapon egy teljes CPU-t és bizonyos esetekben teljes számítógépet építsenek fel. 
A 74181 történelmileg jelentős szintet foglal el a régebbi, több áramköri kártyán elosztott diszkrét logikai funkciókon alapuló CPU-k és a modern mikroprocesszorok között, amelyek az összes CPU-funkciót egyetlen csipben integrálják. 
A 74181-est az 1970-es évektől kezdve különféle miniszámítógépekben és egyéb eszközökben használták, 
de ahogy a mikroprocesszorok teljesítménye nőtt, a CPU diszkrét komponensekből történő felépítésének gyakorlata háttérbe szorult, és a 74181-est az újabb konstrukciókban már nem alkalmazták.

## Napjainkban
1994-re a 74181-en alapuló CPU-tervek üzletileg már nem voltak versenyképesek a mikroprocesszorok viszonylag alacsony ára és nagy teljesítménye miatt.  
A 74181-es azonban továbbra is jelen van a számítógépek felépítése és a CPU-tervezés oktatásában, mert olyan gyakorlati tervezési és kísérletezési lehetőségeket kínál, amelyek ritkán állnak a hallgatók rendelkezésére.
- Digital Electronics with VHDL (Quartus II Version) áttekintés : Journal of Modern Engineering, 7. kötet, 2. szám, 2007 tavasz.
- A Minimal TTL Processor for Architecture Exploration (Minimális TTL processzor az architektúra felfedezéséhez) – tanulmány, amely leírja, hogyan használható a 74181 a CPU architektúra tanítására
- A Hardware Lab for the Computer Organization Course at Small Colleges –  egy másik példa arra, hogyan használják ma a 74181-et oktatási környezetben
- 74181 + 74182 demonstráció Java alapú szimulátor
- APOLLO181 Archiválva 2023. június 4-i dátummal a Wayback Machine-ben (Gianluca.G, Olaszország, 2012): TTL logikából és bipoláris memóriákból épített, házi készítésű oktatási processzor, amely a Bugbook® I és II csipeken, különösen a 74181-en alapul
- Build Your Computer using LOGIC & MEMORY, before the advent of microprocessor (Építs számítógépet LOGIKA és MEMÓRIA segítségével, a mikroprocesszor megjelenése előtt) – videó, amely bemutatja a 74181 ALU történetét és használatát az oktatásban

## Számítógépek
Sok számítógépes CPU és alrendszer alapult a 74181-en, közöttük számos történetileg jelentős modell.
- NOVA –  Az első széles körben elérhető 16 bites miniszámítógép, amelyet a  Data General gyártott. A NOVA 1200 volt az első kereskedelmi célú miniszámítógép 1970-ben, amely a 74181-et használta.[7]
- A PDP–11 számos modellje[8] –  minden idők legnépszerűbb miniszámítógépe,[9] a Digital Equipment Corporation gyártotta
- Xerox Alto –  az első számítógép, amely az asztal-metafórát és a grafikus felhasználói felületet (GUI) használja[10][11]
- VAX-11/780 –  az első VAX, az 1980-as évek legnépszerűbb 32 bites számítógépe,[9] szintén a Digital Equipment Corp. gyártmánya[12]
- Three Rivers PERQ –  kereskedelmi célú számítógépes munkaállomás a Xerox Alto hatása alatt, először 1979-ben adták ki[13][14]
- Computer Automation Naked Mini LSI –  az LSI IC tesztberendezésekben és folyamatirányításban használt számítógép
- KMC11 –  perifériaprocesszor a Digital Equipment Corporation PDP–11 számára[15]
- FPP-12 –  lebegőpontos egység a Digital Equipment Corporation (DEC) PDP–12 számára[16]
- Wang 2200 CPU (CPU-nként egy 74181)[17] és lemezvezérlő (vezérlőnként két 74181)[18]
- TI-990 –  a Texas Instruments 16 bites miniszámítógép-sorozata
- Honeywell 1100 opció –  az úgynevezett „tudományos egység” kiegészítő a Honeywell H200/H2000 sorozatú nagyszámítógépekhez
- Datapoint 2200 Version II[19] és az ezt követő változatok:  Datapoint 5500, 6600, és 1800/3800 –  az Intel 8008 architektúráját alapvetően meghatározó számítógép
- Cogar System 4 / Singer 1501 / ICL 1501 intelligens terminál[20]
- Varian Data Machines –  V70 sorozat, 16 bites miniszámítógépek

## Egyéb felhasználás
- Vectorbeam –  a Cinematronics által különféle játéktermi játékokhoz, köztük a Space Wars, Starhawk, Warrior, Star Castle és mások által használt (arcade) játékplatform három 25LS181 csipet használ 12 bites processzorában.[21]

## Fordítás
Ez a szócikk részben vagy egészben  a(z)   74181 című angol Wikipédia-szócikk ezen változatának fordításán alapul.  Az eredeti cikk szerkesztőit annak laptörténete sorolja fel. Ez a jelzés csupán a megfogalmazás eredetét és a szerzői jogokat jelzi, nem szolgál a cikkben szereplő információk forrásmegjelöléseként.